# Schiava (Tufino)
Schiava è una frazione dei comuni di Tufino e di Casamarciano nella città metropolitana di Napoli in Campania. Fino al 1946 era appartenente solo al comune di Casamarciano, successivamente una parte della frazione venne suddivisa anche nel comune di Tufino.
Schiava si trova nei pressi del confine con la provincia di Avellino, compresa tra le antiche città di Abella e Nola.

## Toponomastica
Il nome è interessante dal punto di vista etimologico. Secondo la tradizione orale popolare, non giustificabile in base alle fonti a disposizione e dunque probabilmente paretimologica, ma registrata da numerosi Autori tra i quali già il Giustiniani, la località dovrebbe il nome a una schiava che lavorava presso una taverna locale, e che successivamente andò sposa a un nobile che là aveva la sua residenza. Altra ipotesi sarebbe quella relativa alle numerose cave presenti in zona, intese come "scavi", da cui il nome. Recentemente il toponimo è stato interpretato come relitto osco pre-latino riferibile alla conformazione piana del territorio. Questa proposta contestualizza il toponimo all'interno di un antico e ampio quadro italico che esclude il riferimento agli schiavi.
Secondo tale ricostruzione etimologica il toponimo attesterebbe tra l'altro la corrispondenza di massima della località col sito di cui nolani e abellani trattano nel cosiddetto Cippo abellano a proposito della gestione del tempio di Ercole.

## Monumenti e luoghi d'interesse
Nel territorio di Schiava sono stati individuati resti archeologici di epoca romana e un antico santuario attualmente inglobato nella recinzione di una Società che gestisce il locale metanodotto. Proprio in occasione dei lavori per la collocazione del metanodotto sono andati distrutti antichi manufatti in blocchi di tufo, strutture a cupola destinate probabilmente ad uso funerario.